# 가로수로
가로수로(Garosu-ro)는 충청북도 청주시 흥덕구 오송읍 봉산리 조천교와 복대동 산업단지육거리를 잇는 충청북도의 도로이다. 본래 청주시 국도대체우회도로인 3순환로가 개설되기 전까지 전 구간 국도 제36호선에 속했다.

## 역사
- 2009년 7월 10일 : 2개 이상 시·도에 걸쳐 있는 도로로 가로수로를 고시[1]
- 2016년 8월 31일 : 청주시 국도대체우회도로 휴암 ~ 오동간 도로(청주시 흥덕구 수의동 ~ 청원구 오동동) 개통에 따라 기존 청주시 흥덕구 수의동 ~ 청원구 내수읍 국동리 15.7km 구간 폐지[2]

## 주요 경유지
충청북도
- 청주시 흥덕구 (오송읍 · 강내면 · 석소동 · 수의동 · 휴암동 · 비하동 · 강서동 · 복대동 · 가경동 · 복대동)

## 노선
| 이름                        | 접속 노선                                           | 소재지          | 소재지          | 비고                                     |
| 조치원로와 직결             | 조치원로와 직결                                     | 조치원로와 직결 | 조치원로와 직결 | 조치원로와 직결                          |
| --------------------------- | --------------------------------------------------- | --------------- | --------------- | ---------------------------------------- |
| 조천교                      |                                                     | 청주시          | 흥덕구 오송읍   | 국도 제36호선 구간                       |
| 정중삼거리                  | 정중연제로 미호천길                                 | 청주시          | 흥덕구 오송읍   | 국도 제36호선 구간                       |
| 서평삼거리                  | 청연로                                              | 청주시          | 흥덕구 오송읍   | 국도 제36호선 구간                       |
| 새장터삼거리                | 오송가락로                                          | 청주시          | 흥덕구 오송읍   | 국도 제36호선 구간                       |
| 오송삼거리                  | 오송2길                                             | 청주시          | 흥덕구 오송읍   | 국도 제36호선 구간                       |
| 오송교                      | 궁평길 오송7길                                      | 청주시          | 흥덕구 오송읍   | 국도 제36호선 구간                       |
| 오송2 교차로                | 지방도 제504호선 (세종오송로)                       | 청주시          | 흥덕구 오송읍   | 국도 제36호선 구간                       |
| 궁평1 교차로 (궁평고가차도) | 지방도 제508호선 오송생명로                         | 청주시          | 흥덕구 오송읍   | 국도 제36호선 구간                       |
| 미호천교                    | 미호천길                                            | 청주시          | 흥덕구 오송읍   | 국도 제36호선 구간                       |
| 미호천교                    | 내옥제방길                                          | 청주시          | 흥덕구 강내면   | 국도 제36호선 구간                       |
| 탑연삼거리                  | 지방도 제507호선 (태성탑연로)                       | 청주시          | 흥덕구 강내면   | 국도 제36호선 구간 지방도 제507호선 구간 |
| 월곡 교차로                 | 지방도 제507호선 (청주역로) 월곡길                  | 청주시          | 흥덕구 강내면   | 국도 제36호선 구간 지방도 제507호선 구간 |
| 청주 나들목                 | 1호선 경부고속도로                                  | 청주시          | 흥덕구          | 국도 제36호선 구간                       |
| 수석교                      |                                                     | 청주시          | 흥덕구          | 국도 제36호선 구간                       |
| 강상촌 분기점               | 국도 제17호선 국도 제25호선 국도 제36호선 (3순환로) | 청주시          | 흥덕구          | 국도 제36호선 구간                       |
| 휴암동삼거리                | 신전로                                              | 청주시          | 흥덕구          |                                          |
| 푸르미환경공원              |                                                     | 청주시          | 흥덕구          |                                          |
| 강서사거리                  | 비하로 가로수로1164번길                             | 청주시          | 흥덕구          |                                          |
| 터미널사거리                | 지방도 제696호선 (2순환로)                          | 청주시          | 흥덕구          |                                          |
| 죽천교사거리                | 가경로 대신로                                       | 청주시          | 흥덕구          |                                          |
| 죽천교                      | 가로수로1308번길 가로수로1311번길 가로수로1312번길  | 청주시          | 흥덕구          |                                          |
| 복대사거리                  | 복대로                                              | 청주시          | 흥덕구          |                                          |
| 산업단지육거리              | 내수동로 공단로 산단로 신율로                       | 청주시          | 흥덕구          |                                          |
| 사직대로와 직결             |                                                     |                 |                 |                                          |

## 주요 건물 및 시설
- 오송읍 행정복지센터, 오송읍보건지소, 오송읍복지회관 (충청북도 청주시 흥덕구 오송읍 가로수로 174)
- 오송신협 (충청북도 청주시 흥덕구 오송읍 가로수로 188)
- 오송우체국 (충청북도 청주시 흥덕구 오송읍 가로수로 188-9)
- 오송파출소 (충청북도 청주시 흥덕구 오송읍 가로수로 197)
- 청주직업전문학교 (충청북도 청주시 흥덕구 강내면 가로수로 503)
- 강내농협 (충청북도 청주시 흥덕구 강내면 가로수로 512)
- 강내우체국 (충청북도 청주시 흥덕구 강내면 가로수로 554-1)
- 강내파출소 (충청북도 청주시 흥덕구 강내면 가로수로 566)
- 청주강내도서관 (충청북도 청주시 흥덕구 강내면 가로수로 568)
- 한국교원대학교 부설 미호중학교 (충청북도 청주시 흥덕구 강내면 가로수로 602)
- 푸르미스포츠센터 (충청북도 청주시 흥덕구 가로수로 969)
- 푸르미환경공원 소각동 (충청북도 청주시 흥덕구 가로수로 969-2)
- 대한적십자사 충청북도지사 (충청북도 청주시 흥덕구 가로수로 1000)
- 강서1동 행정복지센터 (충청북도 청주시 흥덕구 가로수로 1164)
- 충북지방조달청 (충청북도 청주시 흥덕구 가로수로 1257)
- 서울아동병원 청주복대점 (충청북도 청주시 흥덕구 가로수로 1317)
- 서원초등학교 (충청북도 청주시 흥덕구 가로수로 1340-6)